# Nick Beal
Nicholas David “Nick” Beal (Howden, 2 dicembre 1970) è un ex rugbista a 15 e dirigente sportivo britannico, nazionale inglese, dal 1996 al 2004 estremo per il Northampton Saints, club del cui direttivo fa attualmente parte.

## Biografia
Beal compì gli studi a High Wycombe.
Dopo un breve passaggio all'High Wycombe RUFC il suo primo - e unico - club professionistico fu il Northampton, con cui si laureò campione d'Europa nel 2000, grazie alla vittoria di Twickenham della finale di Heineken Cup di quell'anno.
Esordì per l'Inghilterra nel 1996 contro l'Argentina, e l'anno seguente fu chiamato per il tour dei British Lions, in cui tuttavia non fu impegnato in alcun test match ufficiale.
Nel 1999 prese parte alla Coppa del Mondo, nel corso della quale disputò i suoi ultimi incontri da internazionale per l'Inghilterra.
Ritiratosi nel 2004, nei primi mesi del 2007 fu invitato a diventare membro del consiglio direttivo del Northampton Saints, carica che detiene tuttora, in parallelo alla sua attività di consulente finanziario.

## Palmarès
- Heineken Cup: 1
Northampton: 1999-2000